# Melvil Poupaud
Melvil Poupaud (n. 26 de enero de 1973) es un actor, escritor y cineasta francés.

## Trayectoria
Melvil Popaud, así llamado en homenaje al escritor Herman Melville, siempre quiso dedicarse al séptimo arte. A los diez años ya rodaba sus primeras películas caseras con una Super 8, y ese mismo año debutó como actor en el cine a las órdenes de Raúl Ruiz en «Ciudad de piratas». Melvil fue pues un talento extraordinariamente precoz. Tal es así que con 15 años obtuvo su primera candidatura en los Premios César como actor novel gracias a «La chica de 15 años».
Además de ser uno de los actores más populares de Francia, gracias al éxito de películas como «El amante», «Elisa», «Cuento de verano» o «El tiempo que queda», Melvil debutó en el cine estadounidense de gran presupuesto en 2008 con Speed Racer. Es músico profesional, primero como integrante, junto a su hermano, del grupo MUD y, desde 2002, en solitario tras la publicación de su primer disco. Sin embargo, Melvil mantiene muy viva su faceta como intérprete, como demuestran títulos como «Un cuento de Navidad», «Mi refugio», «Misterios de Lisboa», «La odisea de Alice», «Frente al mar», «Los casos de Victoria» o «Gracias a Dios», entre otros.
Coprotagonizó con Suzanne Clément en  Laurence Anyways, una de sus obras más notables dirigida por Xavier Dolan.
Después de haber llevado una carrera selectiva, creciendo en una familia que tiene vínculos estrechos con el mundo del cine, ha estado cerca de figuras de la intelectualidad parisina durante los años setenta y ochenta, como Marguerite Duras o Jacques Lacan. 

## Vida personal
Poupaud salió con la actriz Chiara Mastroianni durante cuatro años, desde la edad de 16 a 20. Aunque los dos se separaron, siguieron siendo amigos y colaboradores durante décadas, y Mastroianni le dio crédito a Poupaud por alentarla a seguir actuando como una carrera y Poupaud le dio crédito a Mastroianni por su amistad con su exesposo Benjamin Biolay . 

## Filmografía

### Como cineasta
| Año  | Título                                             | Acreditado como | Acreditado como | Notas                                             |
| Año  | Título                                             | Director        | Escritor        | Notas                                             |
| ---- | -------------------------------------------------- | --------------- | --------------- | ------------------------------------------------- |
| 1984 | Qui es-tu Johnny Mac ?                             | Sí              | Sí              | Cortometraje                                      |
| 1985 | Ces jours où les remords font vraiment mal au cœur | Sí              | Sí              | Cortometraje                                      |
| 1988 | 3 jours…                                           | Sí              | Sí              | Cortometraje                                      |
| 1994 | Boulevard Mac Donald                               | Sí              | Sí              | Cortometraje (también compositor)                 |
| 1999 | Quelque chose                                      | Sí              | Sí              | Cortometraje (también encargado de la fotografía) |
| 2001 | Rémi                                               | Sí              | Sí              | Cortometraje                                      |
| 2003 | Pronobis                                           | Sí              | Sí              | Cortometraje                                      |
| 2004 | Qui a tué Johnny Mac ?                             | Sí              | Sí              | Cortometraje (también encargado de la fotografía) |
| 2006 | Melvil                                             | Sí              | Sí              | Como encargado de la fotografía y editor          |

## Discografía
- 1995 : Mud, groupe Mud, (Yarol Poupaud y Melvil Poupaud)
- 1997 : Mud Pack, groupe Mud, (Yarol Poupaud y Melvil Poupaud)
- 2002 : Un simple appareil, Melvil Poupaud
- 2012 : EP, Black minou, (Yarol Poupaud y Melvil Poupaud)
- 2018 : Songbook, (Benjamin Biolay y Melvil Poupaud)